# Cosmas Hoffmann
Cosmas Hoffmann OSB (* 1965 in Dortmund) ist ein deutscher römisch-katholischer Priester und Abt der Benediktinerabtei Königsmünster in Meschede.

## Leben
Pater Cosmas wurde 1965 in Dortmund geboren. Nach seiner Schulzeit lebte er eine Zeit lang in einem Aschram in Indien. 1987 trat er in die Abtei Königsmünster ein. Am 30. September 1988 legte er seine Profess ab und wurde nach Studien in Paderborn, Jerusalem und Bonn am 28. Mai 1994 zum Priester geweiht. Seine Promotion erfolgte im Fach Fundamentaltheologie, wobei er sich mit einer Arbeit über den Mönch und Missionswissenschaftler Thomas Ohm beschäftigte, der auf dem Friedhof der Abtei begraben liegt.
Über die Jahre hinweg hatte Pater Cosmas verschiedene verantwortungsvolle Positionen inne: Seit 2013 war er Subprior und seit 2020 Prior der Abtei. Vorher war er Gastmeister und die Verantwortung als Magister der Zeitlichen Professen für die jungen Brüder der Abtei übernommen sowie einen Lehrauftrag an der Philosophisch-Theologischen Hochschule der Steyler Missionare in St. Augustin wahrgenommen.
Pater Cosmas ist in vielfältigen Bereichen engagiert, darunter im Klosterverbund der Missionsbenediktiner sowie im Interreligiösen Dialog. Zudem hält er Vorlesungen am Campus für Theologie und Spiritualität im St.-Michael-Stift auf dem Gelände des Alexianer St. Hedwig-Krankenhauses in Berlin.

## Abtwahl
Am 18. August 2023 wählten die Mönche der Abtei P. Cosmas für eine Amtszeit von 12 Jahren zum 5. Abt von Königsmünster. In einer schlichten Feier in der Abteikirche wurde er in sein Amt eingeführt. Er folgte Abt Aloysius Althaus. Am 18. November 2023 fand die Abtsbenediktion durch den Bischof von Hildesheim Heiner Wilmer SCJ statt.